# Nikolái Shvérnik
Nikolái Mijáilovich Shvérnik (en ruso: Никола́й Миха́йлович Шве́рник; San Petersburgo, 7 de mayojul./ 19 de mayo de 1888greg. - Moscú, 24 de diciembre de 1970) fue un revolucionario bolchevique y un político soviético, Presidente del Presídium del Sóviet Supremo de la URSS (Jefe de Estado) entre el 19 de marzo de 1946 y el 15 de marzo de 1953. 
Shvérnik se unió a la corriente bolchevique del Partido Obrero Socialdemócrata Ruso en 1905, participando como tal en la Revolución rusa de 1917. En 1924 fue elegido miembro del gobierno de la RSFS de Rusia y en 1925 ingresó en el Comité Central del Partido Comunista de la Unión Soviética. Sin embargo, en 1927 perdió influencia y fue enviado a los Urales a dirigir la organización local del Partido. Stalin, que necesitaba dirigentes leales en el proceso de asunción de todos los poderes de la URSS, encontró en Shvérnik a uno de ellos, retornando en 1929 a Moscú para dirigir el sindicato de metalúrgicos. Durante la década de 1930 ascendió en la burocracia del Partido, siendo miembro del Buró de Organización (Orgburó) y del Secretariado del Comité Central. Así mismo, fue primer secretario del Consejo Central de Sindicatos de la URSS entre julio de 1930 y marzo de 1944. 
Durante la Segunda Guerra Mundial, Shvérnik fue responsable de la gran evacuación de la industria soviética ante el avance del Tercer Reich. Tras el conflicto, fue elegido en 1946 Presidente del Presídium del Sóviet Supremo de la URSS, sucediendo al fallecido Mijaíl Kalinin. Hasta 1952 no ingresó en el Politburó del CC del PCUS, aunque en 1953 salió al reducirse el número de miembros del, en la práctica, máximo órgano de poder del Partido y por lo tanto del Estado. 
Tras la muerte de Stalin el 15 de marzo de 1953, Shvérnik fue reemplazado como Presidente del Presídium del Sóviet Supremo por Kliment Voroshílov. Retornó a su trabajo como dirigente de la central sindical soviética. Sin embargo, en 1956, Nikita Jrushchov recomendó a Shvérnik para el puesto de Presidente del Comité de Control del Partido, colocándolo al frente de la Comisión Shvérnik, para la rehabilitación de las víctimas de las purgas del estalinismo. En 1957 Shvérnik volvió a ser miembro titular del Politburó, permaneciendo en él hasta su jubilación en 1966.
Sus restos están sepultados en la Necrópolis de la Muralla del Kremlin de Moscú. 

## Biografía

### Primeros años
Shvérnik nació el 19 de mayo de 1888 en Petrogrado, siendo el tercer hijo de una familia de clase trabajadora. Su padre, Mijaíl Shvérnik, era un sargento mayor retirado del ejército zarista, su madre era una campesina oriunda del pueblo de Liski, en el óblast de Pskov.
Se graduó en una escuela parroquial, y posteriormente, en una escuela vocacional. En 1902, a sus catorce años, comenzó a trabajar como ayudante de un tornero en la planta electromecánica en San Petersburgo. Mientras residía en la ciudad, fue testigo presencial de los eventos ocurridos el 22 de enero de 1905, en el que una protesta pacífica fue totalmente reprimida por las tropas zaristas.

### Carrera política
En 1905, a los 17 años, se unió al Partido Obrero Socialdemócrata de Rusia (POSDR), donde dirigió la propaganda del partido en San Petersburgo, Mikolaiv, Tula y Samara. En 1909, se convirtió en miembro del Comité del partido en San Petersburgo. En 1913, para evitar su arresto, abandonó San Petersburgo, y se trasladó a Tula, donde trabajó por un tiempo. De regreso a la capital, consiguió trabajo en una fábrica, y retomó la propaganda antigubernamental, por lo que fue enviado de vuelta a Tula. Allí conoció a María Ulazovskaya, una trabajadora quien también había sido exiliada por la policía, la cual se convirtió en su esposa. En 1915, junto con su esposa, se exilió en Samara, donde consiguió trabajo en una fábrica, y estableció contacto con los bolcheviques, comenzando a involucrarse en actividades revolucionarias. 
Debido a su posición en contra de la guerra, fue exiliado a Sarátov, donde se enteró de los acontecimientos de la Revolución de Febrero, y pronto viajó a Samara. Ahí fue elegido miembro del comité ejecutivo del consejo de la ciudad. En 1917, se graduó de la escuela en la ciudad de Samara. En junio de 1918, participó en batallas contra la Legión Checoslovaca, la cual había conseguido capturar Samara junto con el Ejército Blanco. Entre julio y octubre de 1918, fue comisario del regimiento de fusileros que derrocó a un grupo antibolchevique. En octubre de 1918 trabajó en la Dirección General de Artillería, y desde abril de 1919, fue presidente del ayuntamiento de Samara. 
Entre 1919 y 1921, participó en operaciones del ejército en el Cáucaso. Entre 1924 y 1925, fue Comisario del Pueblo para la Inspección de Trabajadores y Campesinos en la RSFS de Rusia. También fue miembro de la Comisión Central de Control, y del Comité Central del partido en 1925, y entre 1926 y 1927, fue miembro del Orgburó.  
En marzo de 1927, fue Primer Secretario del partido en el Óblast de los Urales. Fue un partidario a la industrialización, y en 1929 regresó a Moscú. Ese mismo año volvió a ser candidato a miembro del Orgburó, y dirigió en Consejo Central de Sindicatos entre 1930 y 1944.
En 1937, fue electo como diputado del Sóviet Supremo de la RASS de Komi. También fue elegido diputado del Sóviet Supremo de la Unión Soviética desde la 1ª hasta la 6ª convocatorias, donde participó en la formación del nuevo órgano legislativo. Además, fue presidente del Sóviet de las Nacionalidades (una de las cámaras del Sóviet Supremo) entre enero de 1938 y febrero de 1946. Después del XVII Congreso del Partido, fue aprobado como candidato para el Politburó. 
Durante la Gran Guerra Patria, encabezó el Consejo de Evacuación (un organismo del Sovnarkom), mediante el cual fue el encargado de trasladar a la industria a las regiones orientales de la Unión Soviética. También fue presidente de la Comisión Estatal Extraordinaria. 
Entre 1944 y 1949, fue presidente del presídium del Sóviet Supremo de la RSFS de Rusia. Además, se desempeñó como miembro de la Oficina Operativa del Consejo de Comisarios del Pueblo. Tras aceptar la solicitud de renuncia por motivos de salud de Mijaíl Kalinin, en marzo de 1946 lo reemplazó como presidente del Presídium del Sóviet Supremo de la URSS, cargo que ocupó hasta 1953. 
A diferencia de Kalinin, quien era bastante popular, Shvérnik era un burócrata nato, a quien le gustaba trabajar en el organismo. Inició una campaña fallida para aumentar el papel de los campesinos. En 1947, apoyó un decreto propuesto por Stalin para abolir la pena de muerte en el país. Propuso crear una condecoración, la Orden de Stalin, sin embargo, la idea no fue apoyada por el mismo Stalin. También firmó un decreto para la introducción de uniformes con distinción de rangos para los empleados de ministerios y organismos estatales. En el ámbito internacional, firmó un tratado conocido como la "Ley de Protección de la Paz". 
Después de la muerte de Stalin en 1953, encabezó la comisión encargada de su funeral. Sin embargo, fue relevado de todos los cargos del gobierno y del partido, y Kliment Voroshílov lo reemplazó como presidente del Presídium del Sóviet Supremo en marzo de 1953. En diciembre de ese mismo año, fue miembro de la Vista Judicial Especial del Tribunal Supremo de la Unión Soviética, organismo que se encargó del juicio a Lavrenti Beria.  
Con la creciente influencia del nuevo secretario general, Nikita Jrushchov, Shvérnik comenzó a recuperar sus cargos políticos; entre  1956 y 1962, fue presidente del Comité de Control del partido, y en 1962, fue designado presidente de la comisión del partido, donde se ocupó de la rehabilitación de las víctimas de represión política durante la Gran Purga de Stalin, en la denominada "Comisión Shvérnik". Después de la derrota del "Grupo Antipartido", llevada a cabo por Jrushchov, en junio de 1957, pasó a ser candidato a miembro del Politburó del partido.  

### Últimos años
Tras el XXIII Congreso del PCUS en 1956, se retiró. Falleció en 1970, a los 82 años. Fue enterrado en la Necrópolis de la Muralla del Kremlin, en Moscú.

## Vida privada
Shvérnik se casó con Maria Ulazovskaya, con quien tuvo una hija en 1916, Liudmilla. En 1942, adoptaron a otra hija, Ziba Ganieva, una francotiradora que luchó en la Gran Guerra Patria.

## Premios y condecoraciones
- Héroe del Trabajo Socialista (1958)
- Orden de Lenin, cinco veces (1938, 1946, 1948, 1958, 1968)